# Naissance en 839
Naissance
- 835
- 836
- 837
- 838
- 839
- 840
- 841
- 842
- 843

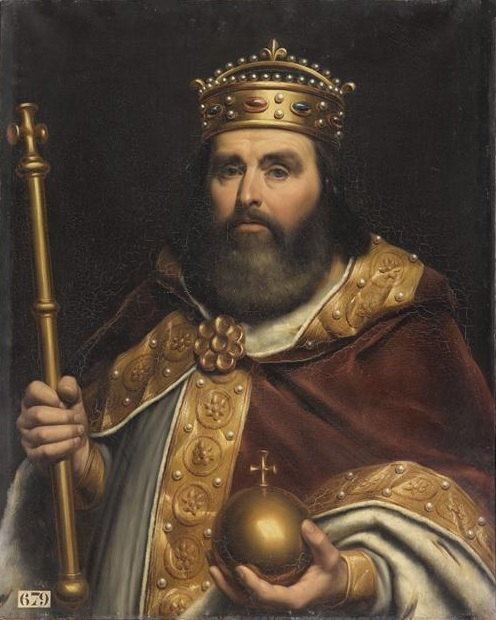
Charles III le Gros, né en 839.

Cette page dresse une liste de personnalités nées au cours de l'année 839 :
- Charles III le Gros, empereur d'Occident,  roi des Francs et de Germanie.
- Tabari, historien historien  perse du Coran

date incertaine (vers 839)
- Liu Chongwang (en), ministre chinois.

## Crédit d'auteurs
- Cet article est partiellement ou en totalité issu de l'article intitulé « 839 » (voir la liste des auteurs).